# Saint-Paul-le-Froid
Saint-Paul-le-Froid ist eine französische Gemeinde mit 134 Einwohnern (Stand: 1. Januar 2022) im Département Lozère in der Region Okzitanien. Die Gemeinde gehört zum Arrondissement Mende und zum Kanton Grandrieu. Die Einwohner werden Saint-Paulans genannt.

## Geographie
Saint-Paul-le-Froid liegt im Gebirgsmassivs des Mont Lozère. Umgeben wird Saint-Paul-le-Froid von den Nachbargemeinden Thoras im Norden, Bel-Air-Val-d’Ance mit Saint-Symphorien im Nordosten, Grandrieu im Osten, La Panouse im Süden und Südosten, Saint-Denis-en-Margeride im Süden und Südwesten, Sainte-Eulalie im Westen sowie Chanaleilles im Nordwesten.

## Bevölkerungsentwicklung
| Jahr                       | 1962 | 1968 | 1975 | 1982 | 1990 | 1999 | 2006 | 2018 |
| -------------------------- | ---- | ---- | ---- | ---- | ---- | ---- | ---- | ---- |
| Einwohner                  | 407  | 343  | 293  | 235  | 221  | 186  | 158  | 139  |
| Quellen: Cassini und INSEE |      |      |      |      |      |      |      |      |

## Sehenswürdigkeiten

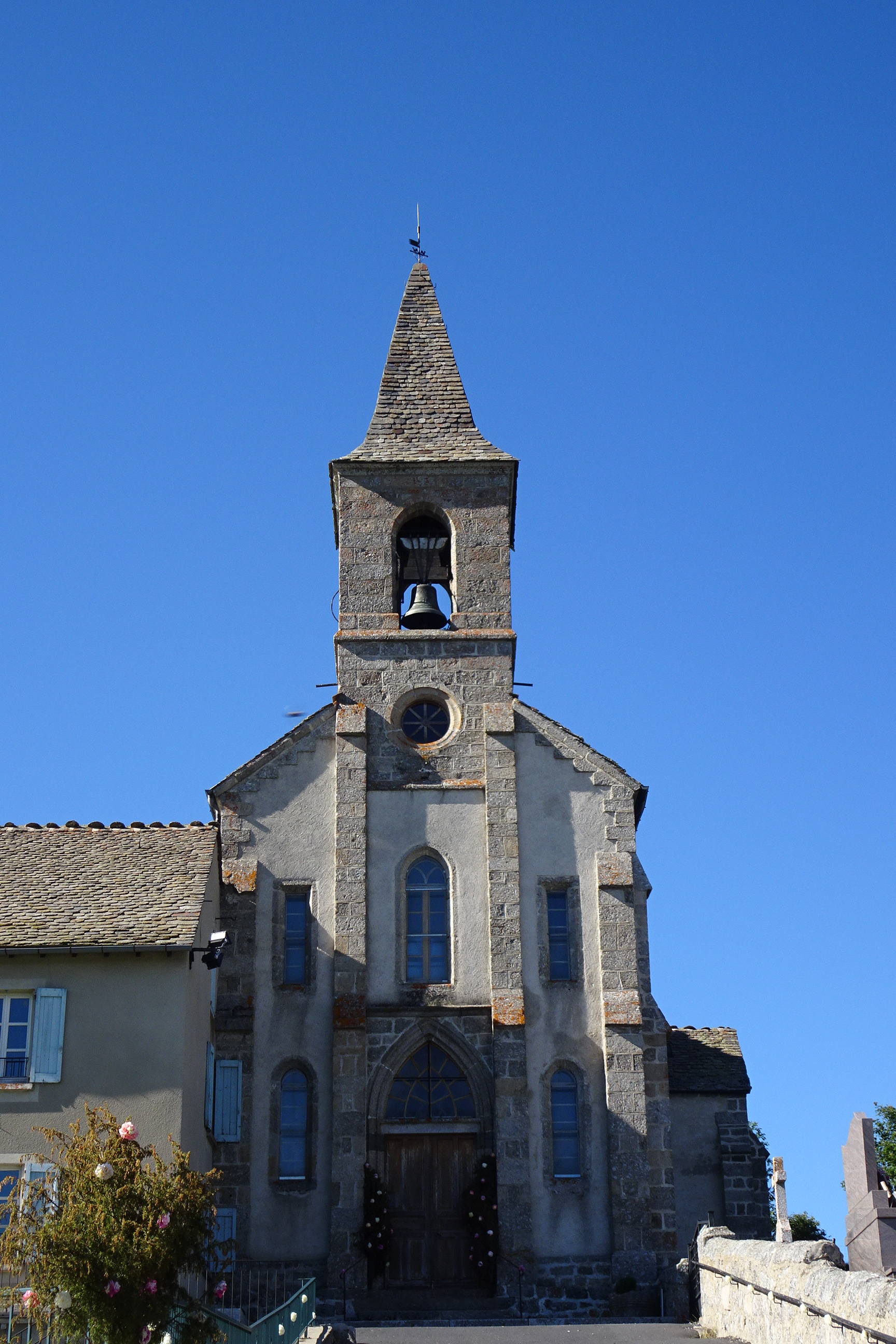
Kirche Saint-Paul

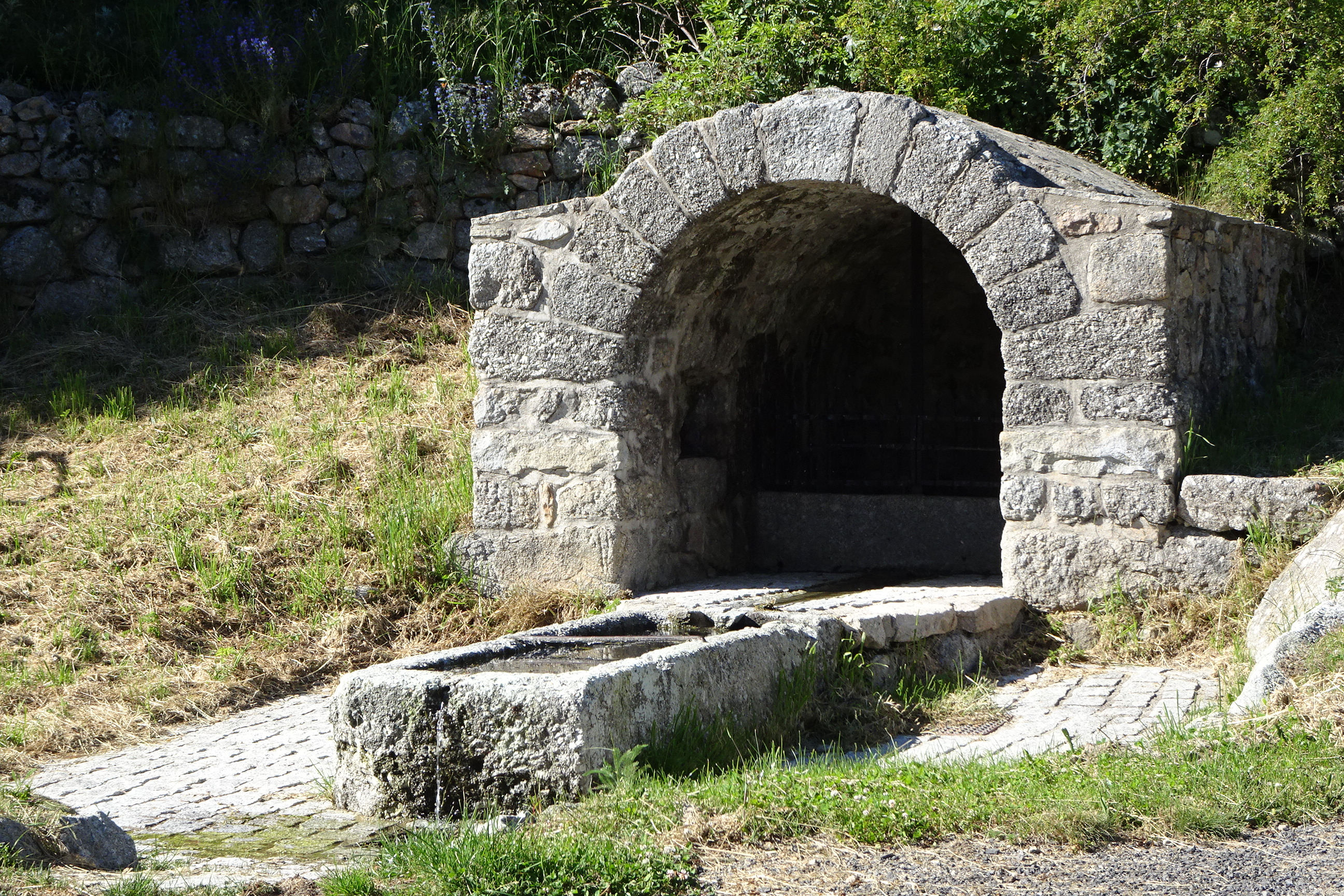
Überdachte Quelle und Viehtränke

- Kirche Saint-Paul

## Persönlichkeiten
- François Langlade (1647–1702), Priester